# 鷺梁津水產市場
鷺梁津水產市場（韓語：노량진수산시장）是一處韓國首爾特別市銅雀區鷺梁津洞的傳統漁市場，于1927年成立，当时位于首爾站附近中區的義州路，名为京城水產市場；1971年搬迁至现址。
該市場鄰近地鐵鷺梁津站。

## 图片集

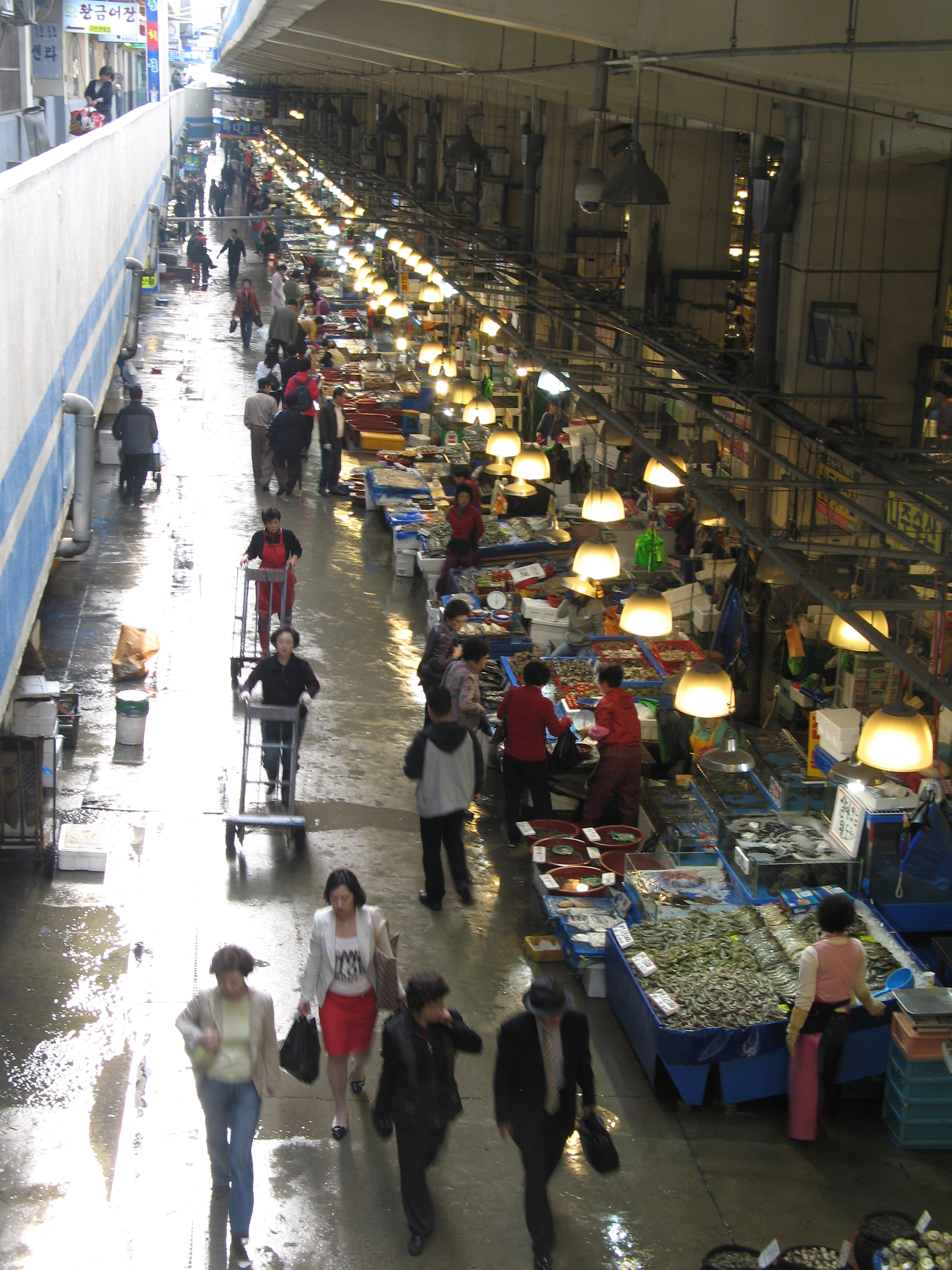
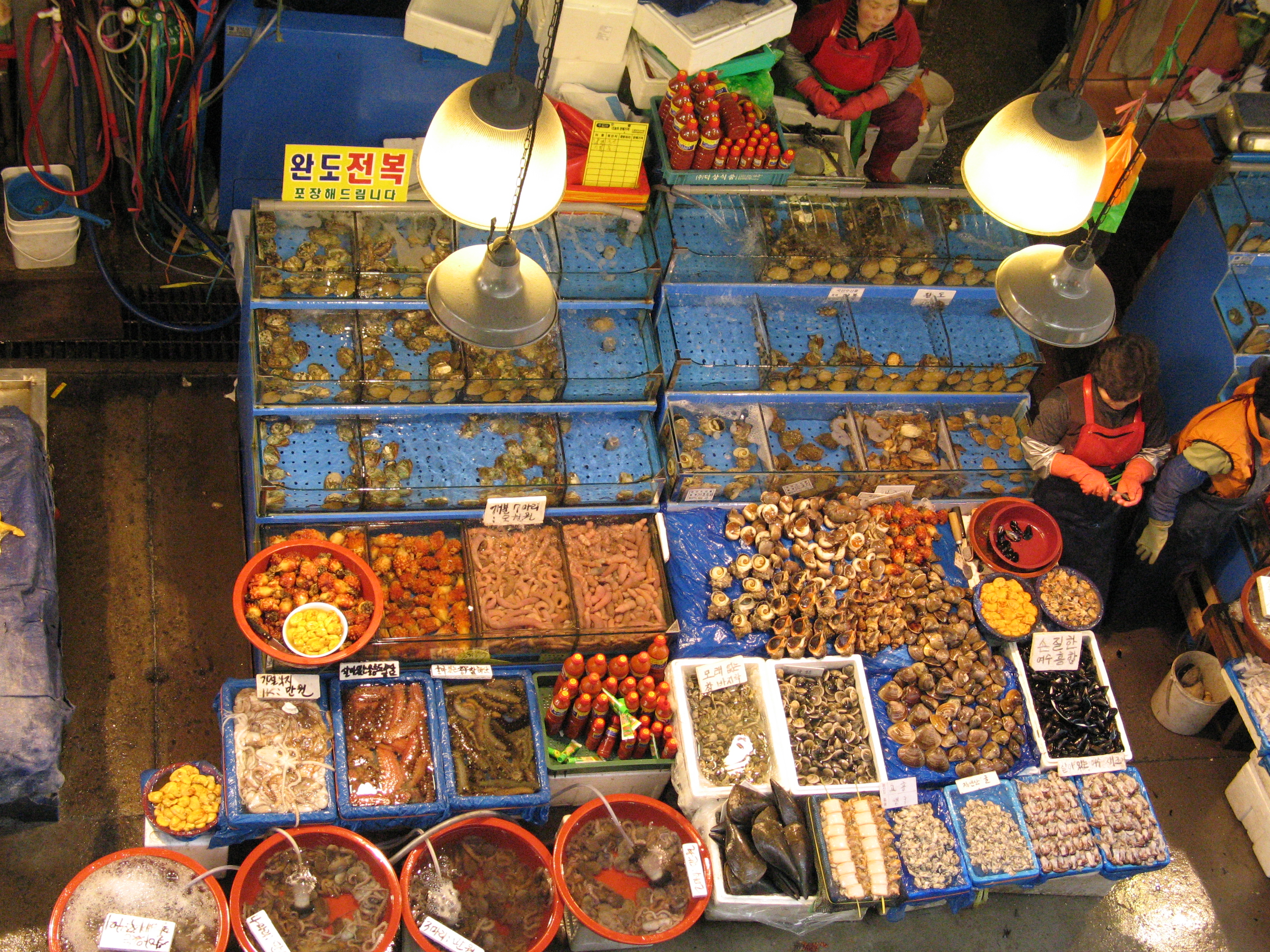
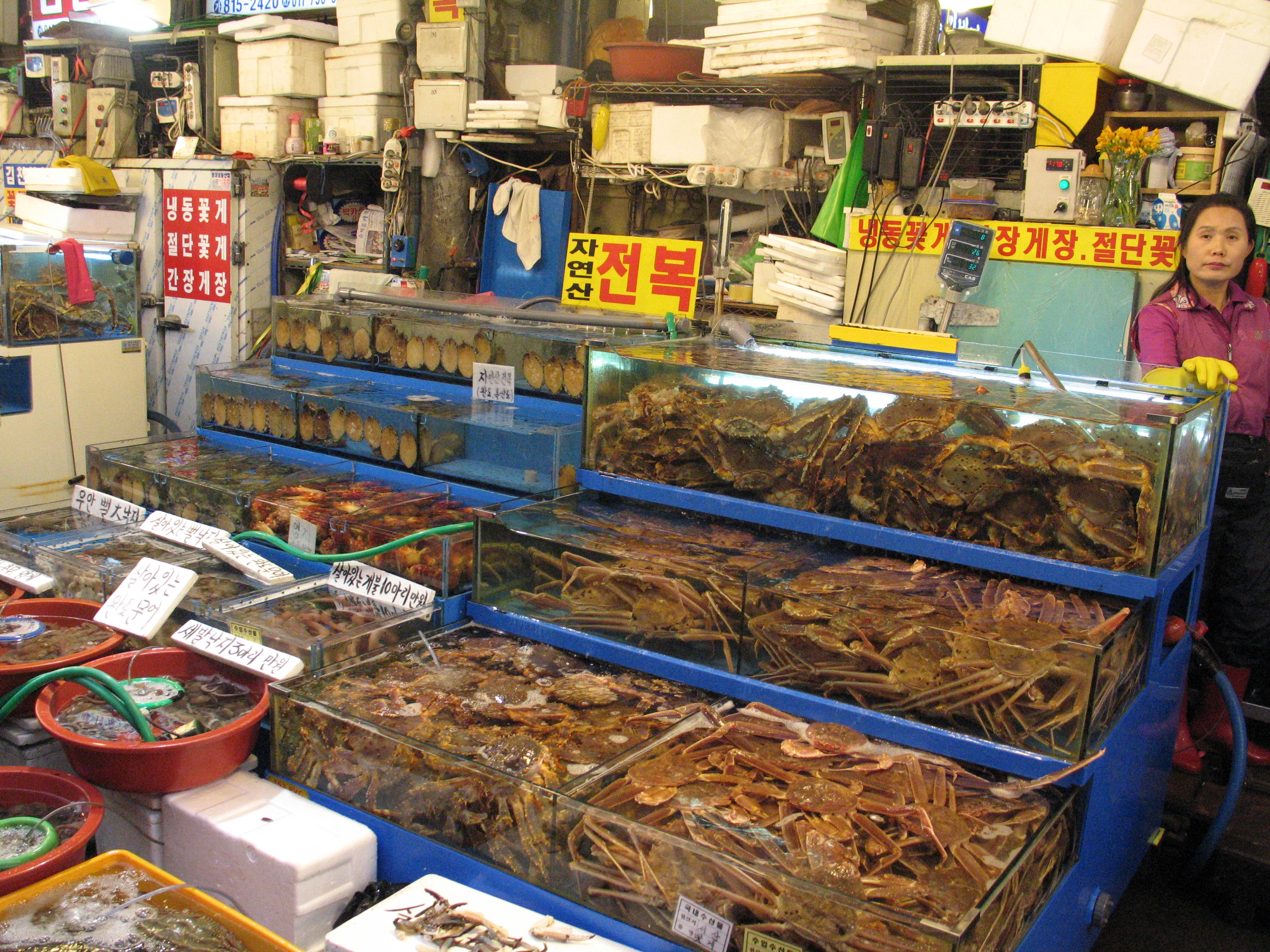
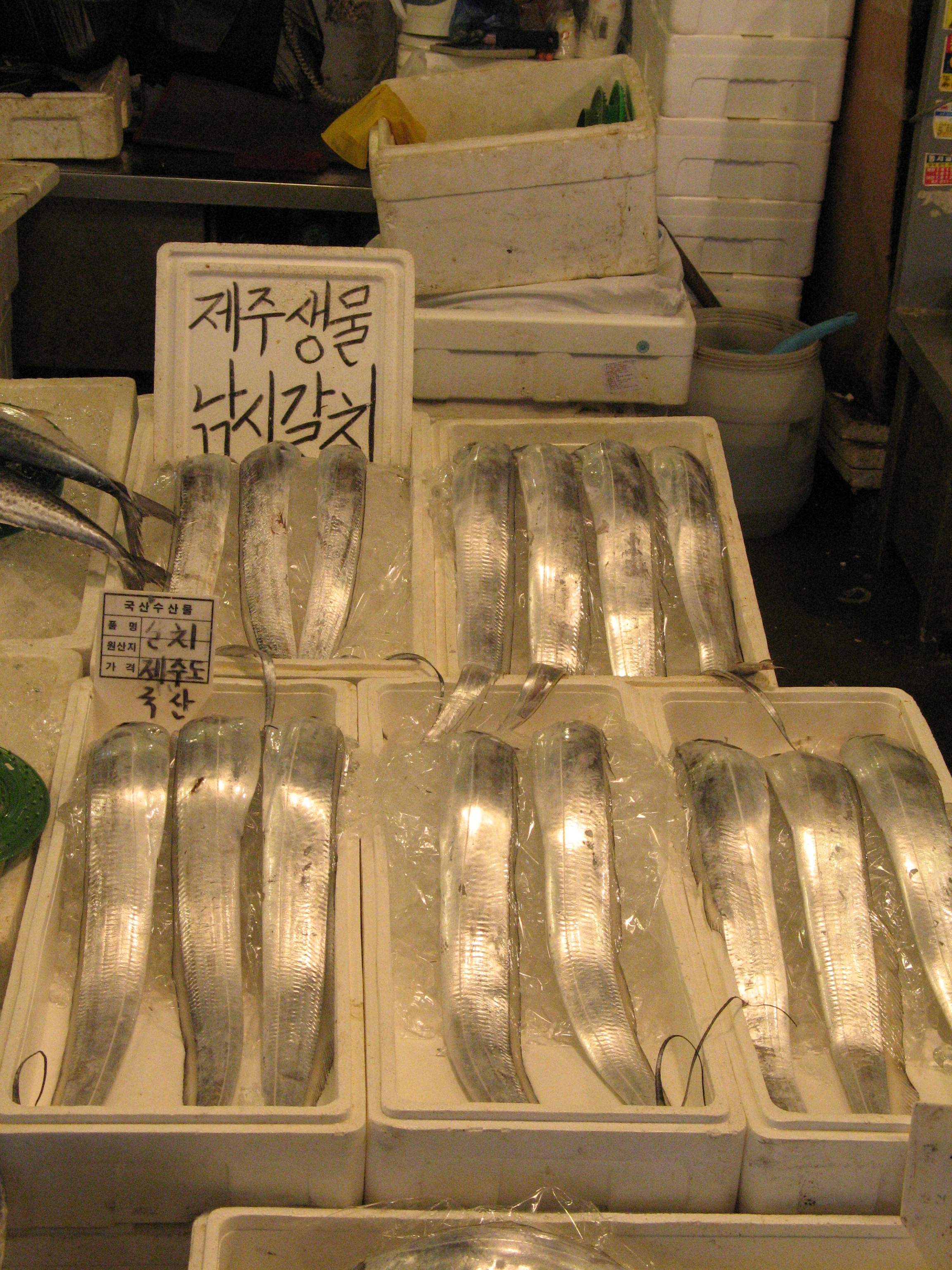